# Лизбург (Охајо)
Лизбург (енгл. Leesburg) град је у америчкој савезној држави Охајо.

## Демографија
По попису из 2010. године број становника је 1.314, што је 61 (4,9%) становника више него 2000. године.
| Група             | 2000.         | 2010.         |
| Белци             | 1.234 (98,5%) | 1.274 (97,0%) |
| Афроамериканци    | 8 (0,6%)      | 3 (0,2%)      |
| Азијати           | 1 (0,1%)      | 1 (0,1%)      |
| Хиспаноамериканци | 2 (0,2%)      | 9 (0,7%)      |
| Укупно            | 1.253         | 1.314         |